# Sanderson Farms Championship
Het Sanderson Farms Championship is een jaarlijks golftoernooi in de Verenigde Staten, dat deel uitmaakt van de Amerikaanse PGA Tour. Het toernooi werd opgericht in 1968 als de Magnolia State Classic. Sinds 2014 vindt het toernooi plaats op de Country Club of Jackson in Jackson, Mississippi.
Het toernooi trok meestal geen topspelers aan omdat het op de agenda stond in dezelfde week als een belangrijker toernooi. De eerste jaren werd het gespeeld in dezelfde week als de Masters, daarna in de week van het Brits Open. Ook heeft het toernooi plaatsgevonden in de week van de Ryder Cup. In 2011 ging het toernooi terug naar de maand juli, naar de week van het Brits Open.
Sinds 1994 telt het toernooi mee voor de PGA Tour, zowel het geld als de overwinning. In de periode daarvoor telde wel het geld mee maar niet de overwinning, die speelrecht zou geven voor de komende twee jaar. Omdat de topspelers meestal afwezig zijn gebruiken andere spelers dit toernooi om te proberen in de top-125 te komen en hun speelrecht te behouden.
Het toernooi wordt gespeeld in vier ronden (72-holes) en na de tweede ronde wordt de cut toegepast.

## Geschiedenis
Het toernooi werd opgericht in 1968 en heette tot 1985 de Magnolia State Classic. Het werd in die jaren gewonnen door beroemde spelers als Roger Maltbie, Craig Stadler en Payne Stewart. Van 1986 tot en met 1998 werd het georganiseerd onder de naam Deposit Guaranty Golf Classic. Van 1999 tot 2006 werd het georganiseerd als de Southern Farm Bureau Classic en van 2007 tot 2011 als de Viking Classic. In 2009 werd het toernooi geannuleerd. In 2012 werd het toernooi hernoemd tot de True South Classic. Sinds 2013 wordt het toernooi georganiseerd onder de naam Sanderson Farms Championship.

### Toernooinamen
- 1968-1985: Magnolia State Classic
- 1986-1998: Deposit Guaranty Golf Classic
- 1999-2006: Southern Farm Bureau Classic
- 2007-2011: Viking Classic
- 2012: True South Classic
- 2014-heden: Sanderson Farms Championship

### Golfbanen
| Periode    | Baan                     | Locatie                  |
| ---------- | ------------------------ | ------------------------ |
| 1968-1993  | Hattiesburg Country Club | Hattiesburg, Mississippi |
| 1994-2013  | Annandale Golf Club      | Madison, Mississippi     |
| 2014-heden | Country Club of Jackson  | Jackson, Mississippi     |

## Winnaars
| Jaar                          | Winnaar                | Score                  | Score                  | Info                                                     |
| Magnolia State Classic        | Magnolia State Classic | Magnolia State Classic | Magnolia State Classic | Magnolia State Classic                                   |
| ----------------------------- | ---------------------- | ---------------------- | ---------------------- | -------------------------------------------------------- |
| 1968                          | Mac McLendon           | 269                    | –11                    |                                                          |
| 1969                          | Larry Mowry            | 272                    | –8                     |                                                          |
| 1970                          | Chris Blocker          | 271                    | –9                     |                                                          |
| 1971                          | Roy Pace               | 270                    | –10                    |                                                          |
| 1972                          | Mike Morley            | 269                    | –11                    |                                                          |
| 1973                          | Dwight Nevil           | 268                    | –12                    |                                                          |
| 1974                          | Dwight Nevil           | 133                    | –7                     | 36-holes (weersomstandigheden)                           |
| 1975                          | Bob Wynn               | 270                    | –10                    |                                                          |
| 1976                          | Dennis Meyer           | 271                    | –9                     |                                                          |
| 1977                          | Mike McCullough        | 269                    | –11                    |                                                          |
| 1978                          | Craig Stadler          | 268                    | –12                    |                                                          |
| 1979                          | Bobby Walzel           | 272                    | –8                     |                                                          |
| 1980                          | Roger Maltbie          | 65                     | –5                     | 18-holes (weersomstandigheden)                           |
| 1981                          | Tom Jones              | 268                    | –12                    |                                                          |
| 1982                          | Payne Stewart          | 170                    | –10                    | Weersomstandigheden                                      |
| 1983                          | Russ Cochran           | 203                    | –7                     | 54-holes (weersomstandigheden)                           |
| 1984                          | Lance Ten Broeck       | 201                    | –9                     | 54-holes (weersomstandigheden)                           |
| 1985                          | Jim Gallagher Jr.      | 131                    | –9                     | 36-holes (weersomstandigheden)                           |
| Deposit Guaranty Golf Classic |                        |                        |                        |                                                          |
| 1986                          | Dan Halldorson         | 268                    | –17                    |                                                          |
| 1987                          | David Ogrin            | 268                    | –13                    |                                                          |
| 1988                          | Frank Conner           | 268                    | –13                    |                                                          |
| 1989                          | Jim Booros po          | 268                    | –11                    | Won de play-off van Mike Donald                          |
| 1990                          | Gene Sauers            | 268                    | –12                    |                                                          |
| 1991                          | Larry Silveira po      | 268                    | –14                    | Won de play-off van Russ Cochran en Mike Nicolette       |
| 1992                          | Richard Zokol          | 268                    | –13                    |                                                          |
| 1993                          | Greg Kraft             | 268                    | –13                    |                                                          |
| 1994                          | Brian Henninger        | 268                    | –9                     |                                                          |
| 1995                          | Ed Dougherty           | 268                    | –16                    |                                                          |
| 1996                          | Willie Wood            | 268                    | –20                    |                                                          |
| 1997                          | Billy Ray Brown        | 268                    | –17                    |                                                          |
| 1998                          | Fred Funk              | 268                    | –18                    |                                                          |
| Southern Farm Bureau Classic  |                        |                        |                        |                                                          |
| 1999                          | Brian Henninger        | 268                    | –14                    |                                                          |
| 2000                          | Steve Lowery po        | 268                    | –22                    | Won de play-off van Skip Kendall                         |
| 2001                          | Cameron Beckman        | 268                    | –19                    |                                                          |
| 2002                          | Luke Donald            | 268                    | –20                    |                                                          |
| 2003                          | John Huston            | 268                    | –20                    |                                                          |
| 2004                          | Fred Funk              | 268                    | –22                    |                                                          |
| 2005                          | Heath Slocum           | 268                    | –21                    |                                                          |
| 2006                          | D.J. Trahan po         | 268                    | –13                    | Won de play-off van Joe Durant                           |
| 2007                          | Chad Campbell          | 268                    | –13                    |                                                          |
| 2008                          | Will MacKenzie po      | 268                    | –19                    | Won de play-off van Brian Gay en Marc Turnesa            |
| Viking Classic                |                        |                        |                        |                                                          |
| 2009                          | Geannuleerd            | Geannuleerd            | Geannuleerd            | Zware weersomstandigheden                                |
| 2010                          | Bill Haas              | 268                    | –15                    |                                                          |
| 2011                          | Chris Kirk             | 268                    | –22                    |                                                          |
| True South Classic            |                        |                        |                        |                                                          |
| 2012                          | Scott Stallings        | 268                    | –24                    |                                                          |
| Sanderson Farms Championship  |                        |                        |                        |                                                          |
| 2013                          | Woody Austin po        | 268                    | –20                    | Won de play-off van Cameron Beckman en Daniel Summerhays |
| 2014                          | Nick Taylor            | 272                    | –16                    |                                                          |